# (1989) Tatry
(1989) Tatry – planetoida z pasa głównego asteroid okrążająca Słońce w ciągu 3 lat i 222 dni w średniej odległości 2,35 j.a. Została odkryta 20 marca 1955 roku w Obserwatorium nad Łomnickim Stawem przez Aloisa Paroubka i Reginę Podstanicką. Nazwa planetoidy pochodzi od pasma górskiego Tatry Wysokie, położonego w głównej części na Słowacji. W obrębie Tatr Wysokich u podgórza Łomnicy położone jest obserwatorium, w którym dokonano odkrycia. Przed jej nadaniem planetoida nosiła oznaczenie tymczasowe (1989) 1955 FG.